# 강고 (프로게이머)
강고(본명: 변세훈, 1997년 5월 16일 ~ )는 대한민국의 리그 오브 레전드 프로게이머로 포지션은 AD 캐리이다. 아이디는 Gango이며 현재 리그 오브 레전드 재팬 리그의 센고쿠 게이밍에서 활동하고 있다.

## 선수 생활
2014년 6월, 삼성 갤럭시 화이트에 입단하면서 프로 커리어를 시작했다. 팀의 서브 멤버로 활동했으며 LCK에서는 출전을 하지 못했지만 LoL 마스터즈에서 프로 데뷔전을 치렀다.
2014년 11월, 비시 스탠드 게이밍에 입단했다. 
2015년 1월에는 비시 포텐셜 게이밍으로 자리를 옮겼다. 2015 스프링 시즌 팀의 준우승에 기여했으며 서머 시즌을 앞두고 팀의 LPL 승격에 기여했다. 2015년 11월, 팀에서 퇴단했다.
2018시즌을 앞두고 언솔드 스터프 게이밍에 입단했다. 서머 시즌 팀의 준우승에 기여했다.
2019시즌을 앞두고 KT 롤스터에 입단했다. 스프링 시즌 팀의 서브 멤버로 활동했으며 간간히 출전했다. 하지만 나올 때마다 좋지 못한 모습을 보여주었다. 서머 시즌에서는 출전을 기록하지 못했다.
2020시즌을 앞두고 크레스트 게이밍 액트에 입단했다.
2021시즌을 앞두고 센고쿠 게이밍에 입단했다.

## 소속팀
| # | 팀명                 | 소속 기간             | 소속 리그 | 비고 |
| - | -------------------- | --------------------- | --------- | ---- |
| 1 | 삼성 갤럭시 화이트   | 2014.06~2014.11.17    | LCK       |      |
| 2 | 비시 스탠드 게이밍   | 2014.11.27~2015.01    | LPL       |      |
| 3 | 비시 포텐셜 게이밍   | 2015.01~2015.11.23    | LSPL LPL  |      |
| 4 | 언솔드 스터프 게이밍 | 2018.01.18~2018.11.22 | LJL       |      |
| 5 | KT 롤스터            | 2018.12.12~2019.11.18 | LCK       |      |
| 6 | 크레스트 게이밍 액트 | 2020.01.10~2020.11.11 | LJL       |      |
| 7 | 센고쿠 게이밍        | 2020.12.12~           | LJL       |      |

## 수상 내역
- 리그 오브 레전드 세컨더리 프로리그 스프링 2015 준우승
- 리그 오브 레전드 재팬 리그 서머 2018 준우승